# Eodorcadion ptyalopleurum
Eodorcadion ptyalopleurum es una especie de escarabajo longicornio de la subfamilia Lamiinae. Fue descrita científicamente por Suvorov en 1909.
Se distribuye por Mongolia y Rusia. Mide 12,5-23 milímetros de longitud. El período de vuelo ocurre en los meses de junio, julio y agosto.